# Blodbøgen på Randersvej
Blodbøgen på Randersvej ved Kastaniegade var en Almindelig Bøg beliggende på Randersvej i Aarhus og blev plantet i 1898 af gartner Jens Lassen Faurschou efter sigende til minde om general Rye og Rytterfægtningen ved Aarhus, der fandt sted den 31. maj 1849 der, hvor Stjernepladsen ligger. Dette træ var et markant træ i Aarhus, men blev truet af fældning på grund af udvidelse af Randersvej til letbane. I den forbindelse var der megen debat om træet skal fældes eller evt. flyttes, det blev blandt andet foreslået at træet skulle flyttes til Store Torv eller til Skejby Sygehus. 
Søndag den 8. juni 2008 indledtes en aktion af Pink Army for bevarelse af træet.
Aarhus Byråd besluttede den 17. november 2010, at fælde blodbøgen frem for at flytte det. Kommunen har lavet stiklinger/podninger af træet og vil plante et antal af disse til erstatning for det fældede træ.
Den 13. februar 2011 blev blodbøgen fældet om formiddagen. Jørn Rønnau fik overladt træstamme og store grene til fremstilling af skulpturer.

## Reference
1. ↑  "jp.dk – Krig ved blodbøgen". Arkiveret fra originalen 10. juni 2008. Hentet 10. juni 2008.
2. ↑  "Byrådet dødsdømte blodbøg". Arkiveret fra originalen 20. november 2010. Hentet 19. november 2010.
3. ↑  Nu er det bulldozerens tur – stiften.dk (Webside ikke længere tilgængelig)
4. ↑  "Nu er blodbøgen væk". Arkiveret fra originalen 15. februar 2011. Hentet 13. februar 2011.
5. ↑  Se billederne: Blodbøgen er faldet – Nyheder (Webside ikke længere tilgængelig)

56°10′43″N 10°12′1″Ø / 56.17861°N 10.20028°Ø